# Opla Projekt
Az OPLA egy 2016-ban alakult szabad művészeti projekt, amely kiemelten a plakátművészettel és ahhoz kapcsolódó művészeti jelenségekkel, irányzatokkal foglalkozik. Alapítói Gál Krisztián és Korolovszky Anna grafikusművészek, a Magyar Plakát Társaság tagjai.
A projekt sorozat célja a nemzetközi plakátművészeti élethez kapcsolódva a magyar plakátművészet életben tartása, népszerűsítése; a klasszikus mesterek és az évről évre felbukkanó fiatal plakát tervezéssel foglalkozó tehetségek közötti folyamatos párbeszéd működtetése; a plakát egyedi vizuális költészeti nyelvének megőrzése.
A galériakiállításokon kívül publikus tereken, szórakozóhelyeken hoznak létre olyan felületeket, amelyek lehetőséget biztosítanak művészplakátok bemutatásának. A műfaj klasszikusainak ismertetése mellett ezek a helyek lehetőséget adnak számos fiatal művésztanulónak, tervezőgrafikusnak, plakáttervezőnek, hogy megmutathassák „élő” munkáikat és hogy mik foglalkoztatják őket, a hétköznapi gegektől a társadalmi problémákig. 2021-től a Bükki művészteleppel közösen plakátművészeti workshopokat is szerveznek.

## Jelentősebb kiállítások
- Budapest Like, 2016, Kazinczy utca, Budapest
- Gasztro plakátok, 2018, Szimpla Kert, Budapest
- Masters Students, 2018, Szimpla Kert, Budapest
- Poster Classics, 2019, Szimpla Kert, Budapest
- Post Punk Posters, 2019 Zsolnay negyed, Pécs
- Plastic, 2019, Szimpla Kert, Budapest
- Tolerance Poster Show, Anker, Budapest
- Colors, 2019, Szimpla Kert, Budapest
- Állatmesék, 2020, Szimpla Kert, Budapest
- Élő Plakát, 2020, Szimpla Kert, Budapest
- Karantén, 2020, Szimpla Kert, Budapest
- Diploma transzformációk, 2020, Szimpla Kert, Budapest
- Konecsni, 2020, Szimpla Kert, Budapest
- Korlát, 2021, Szimpla Kert, Budapest
- Közös, 2021, Szimpla Kert, Budapest
- Szabad, 2022, Mixát udvar, Budapest
- Szabad a pálya, 2022, Art Garten Balaton, Lovas
- Filmplakát klasszikusok, 2022, Mixát udvar, Budapest